# 피에르마리오 모로시니
피에르마리오 모로시니(이탈리아어: Piermario Morosini, 1986년 7월 5일 ~ 2012년 4월 14일)는 이탈리아의 전 축구 미드필더였다. 우디네세 칼초에서 AS 리보르노 칼초로 임대되어 활동하던 중 2012년 4월 14일 심장마비로 향년 27세에 사망하였다.